# Glena infixaria
Glena infixaria là một loài bướm đêm trong họ Geometridae.